# Křetín
Obec Křetín se nachází v okrese Blansko, 6 km západně od Letovic. Žije zde 483 obyvatel. Obec se dělí na dvě části, vlastní Křetín a vesnici Dolní Poříčí.

## Název
Původní podoba jména vsi bylo Krstětín a byla odvozena od osobního jména Krstěta (ve starší podobě Krsťata), což byla buď domácká podoba některého jména obsahujícího krst - "křest" nebo jména Christian. Význam místního jména byl "Krstětův majetek".

## Historie
První písemná zmínka o obci byla údajně z roku 1043 (Krenithin). Později bylo zjištěno, že se jedná o padělek z 13. století a skutečná první písemná zmínka pochází z roku 1308 (Petr de Krscina a později např. roku 1594 Krztin). Původně se zde nacházela tvrz, poblíž které byl v 16. století postaven renesanční zámek. Stavitelem byl Jindřich Vojenický z Vojenic. Od roku 1656 až do roku 1925 bylo panství v rukou rodu Walderodů z Eckhausenu (později Des Fours-Walderode). Roku 1852 zámek vyhořel a místo něho zde byla v roce 1861 postavena klasicistní venkovská vila, která nyní slouží jako dětská ozdravovna. Po roce 1898 zde určitou dobu jako zámecký kaplan působil pozdější brněnský biskup (1904–1916) a pražský arcibiskup (1916–1919) dr. Pavel hrabě Huyn.

## Pamětihodnosti
- Zámek Křetín, klasicistní venkovská vila z roku 1861, nyní dětská ozdravovna
- Kostel svatého Jeronýma, barokní stavba z let 1708–1714
- barokní socha svatého Jana Nepomuckého před farou

## Rodáci
- František Mareš (1862–1941), pedagog působící v Brně
- Rudolf Dvořák (1861–1919), historik a autor prvních souborných dějin Morava

## Galerie

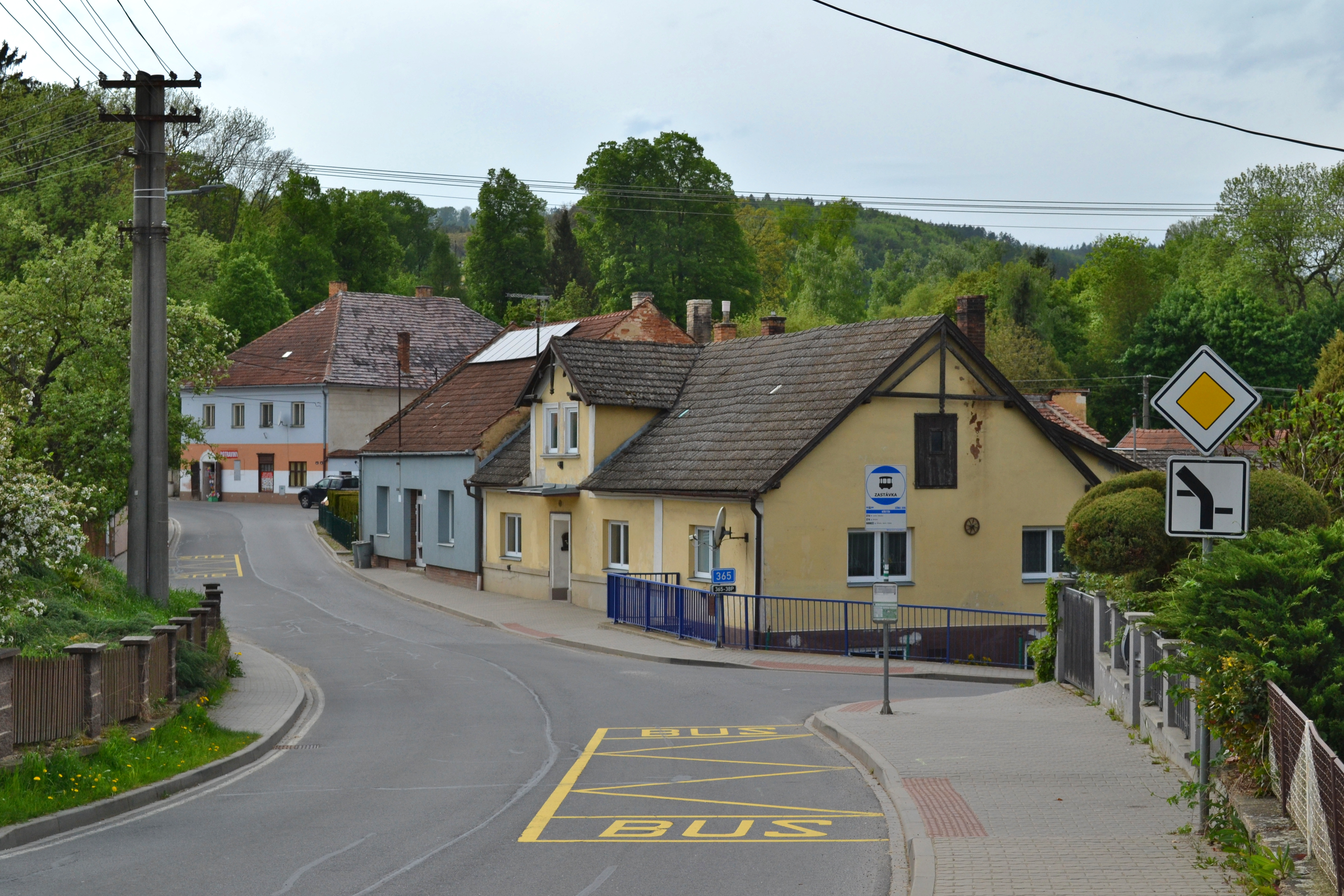
hlavní ulice
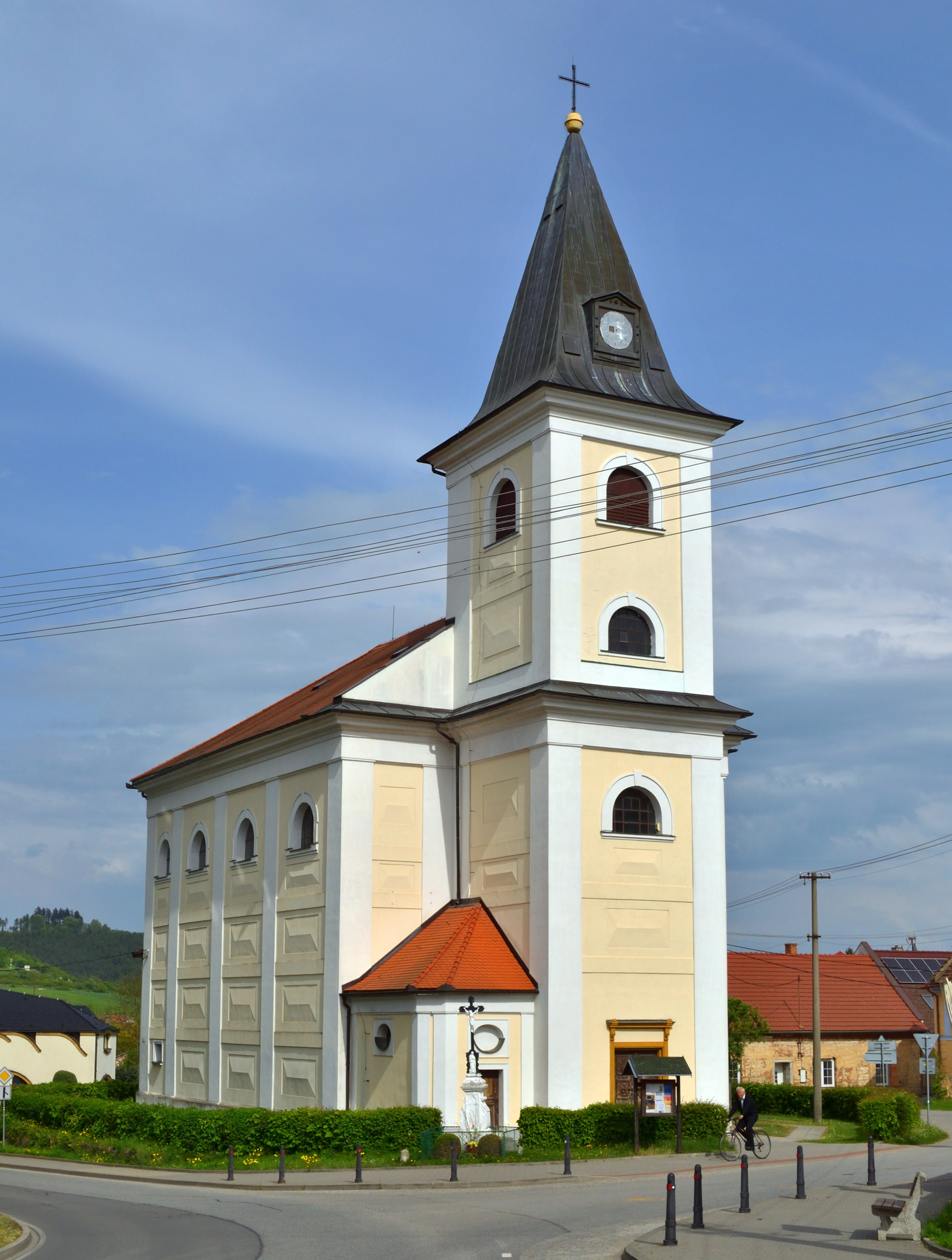
kostel sv. Jeronýma
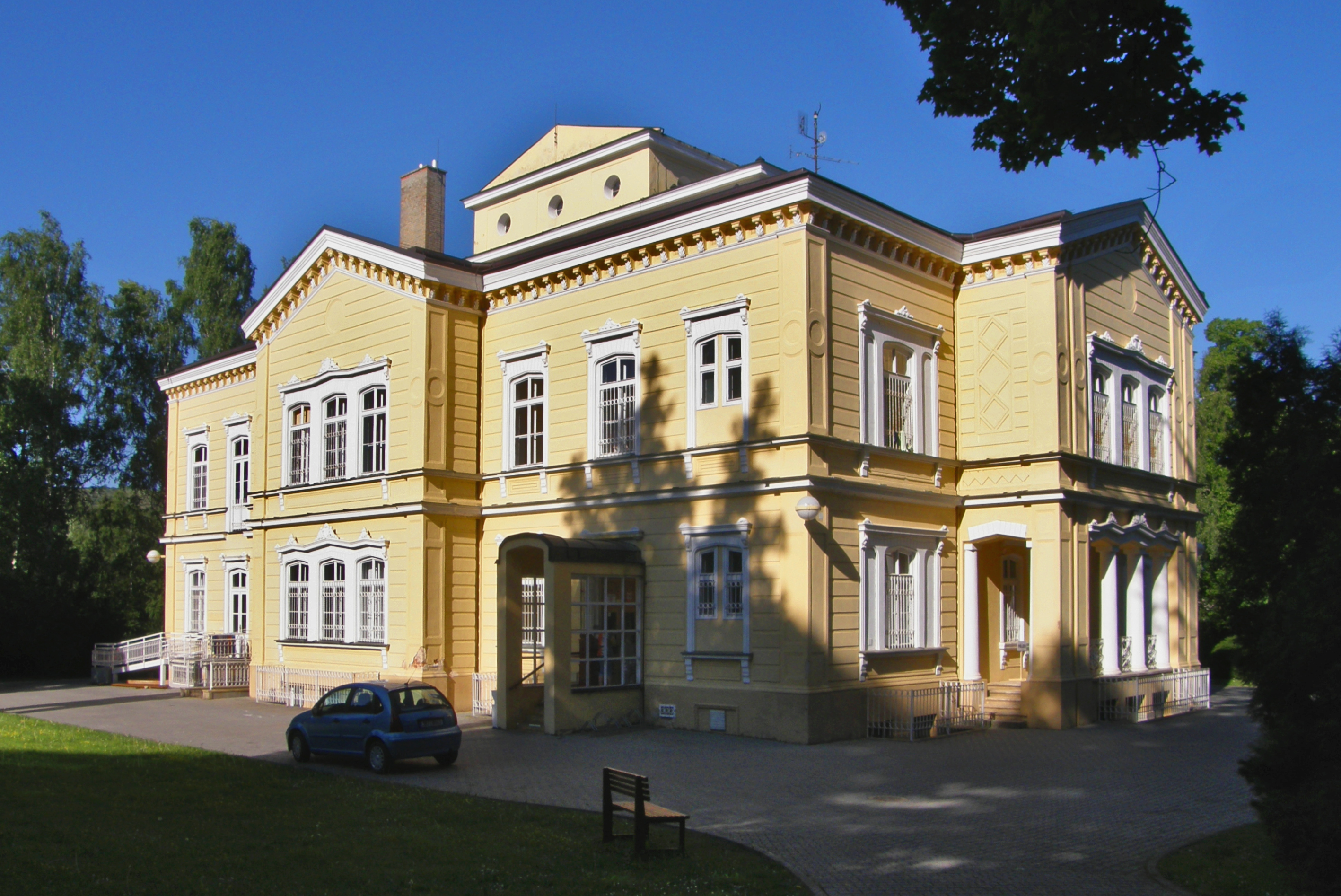
zámeček
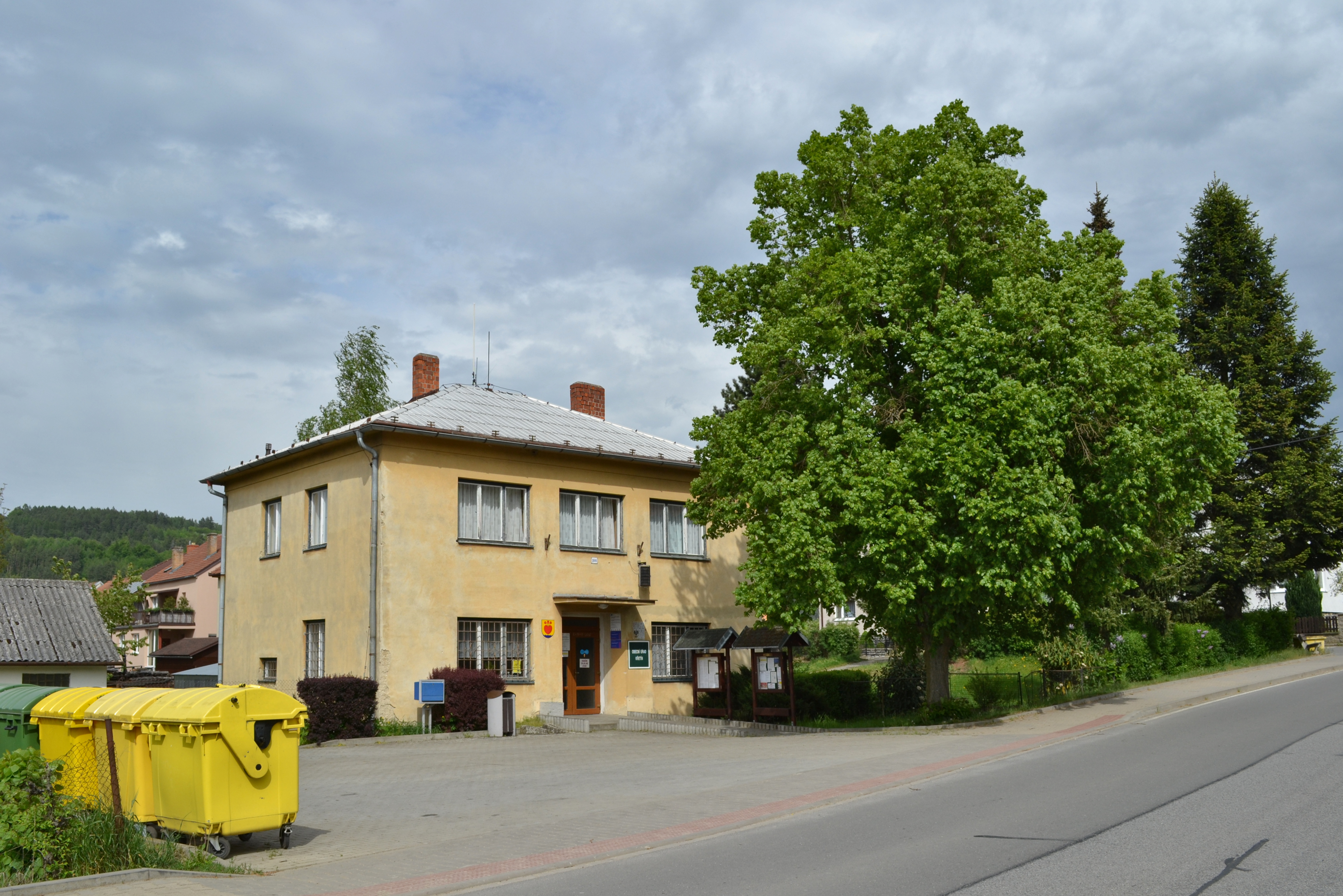
obecní úřad
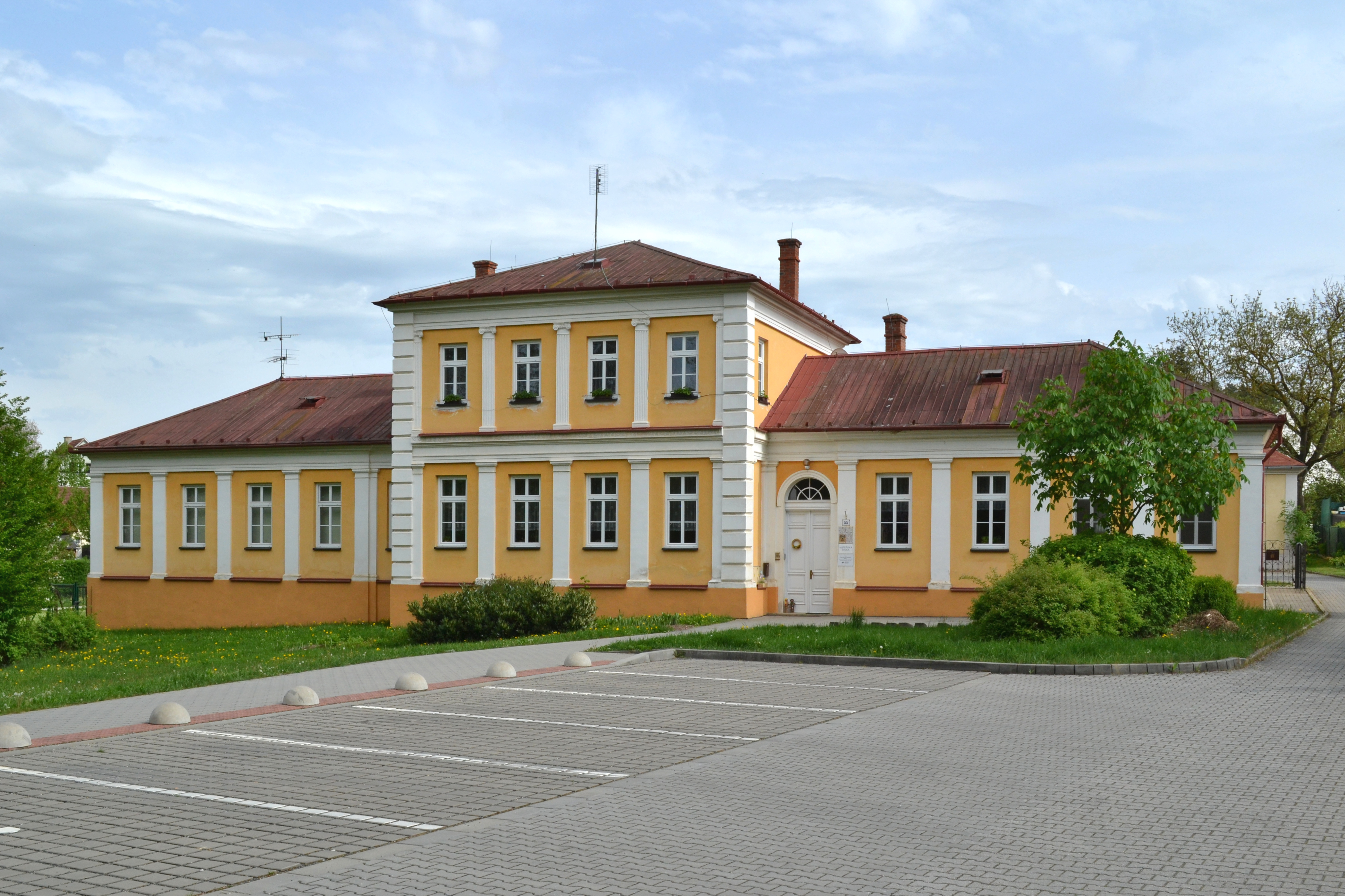
mateřská škola
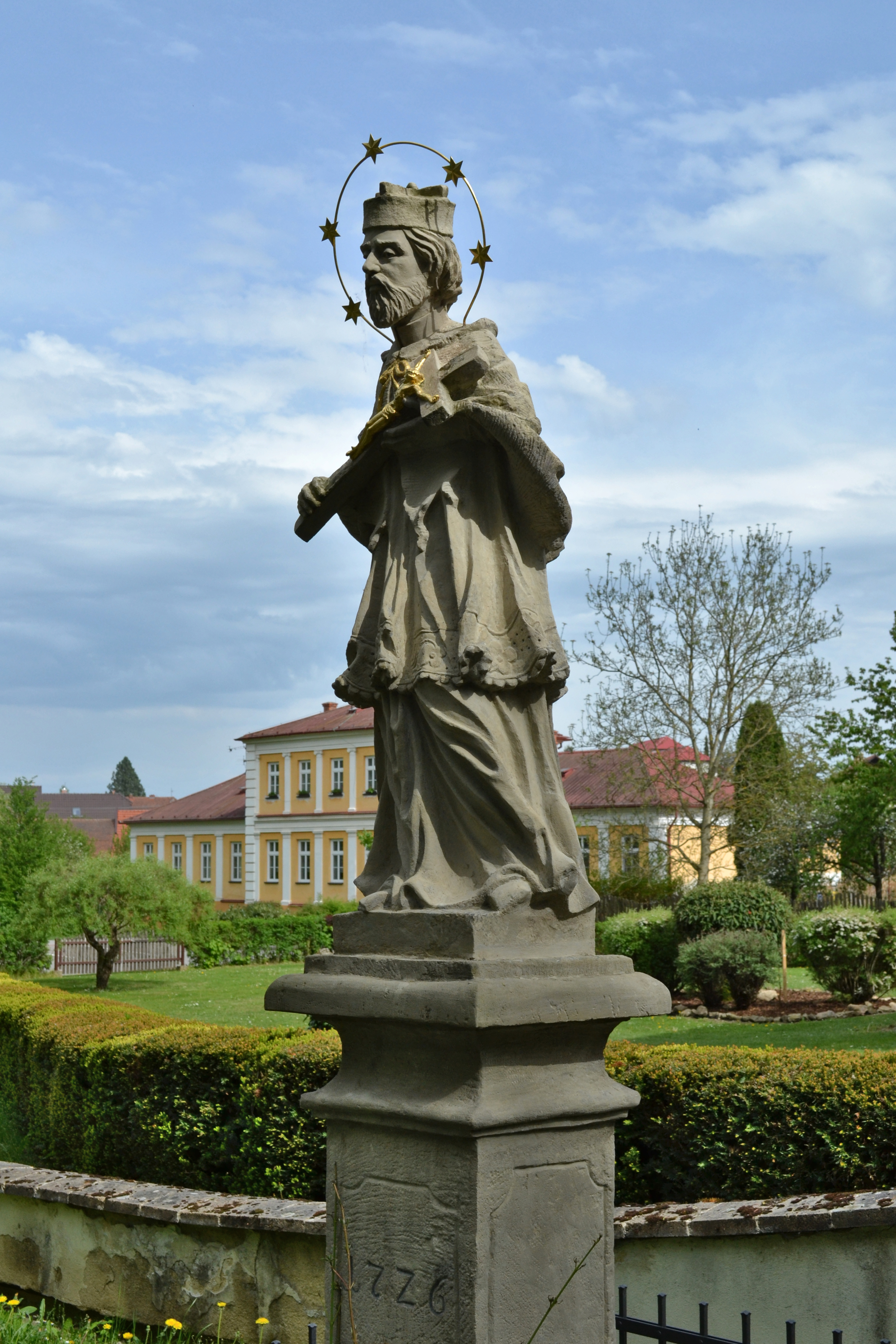
socha sv. Jana Nepomuckého